# Němý suflér
Němý suflér je studiové album českého písničkáře Vlasty Třešňáka a jeho skupiny Třešňák Band. Jde o jeho třetí album natočené s rockovou kapelou. Jeho nahrávání probíhalo mezi lednem a únorem 2010 v pražském studiu 3bees. Album vyšlo 12. dubna 2010 u vydavatelství Galén. Jeho křest proběhl až 19. května v Malostranské besedě. V LP verzi album vyšlo až v roce 2011.

## Seznam skladeb
| Pořadí         | Název             | Hudba                           | Text           | Délka |
| -------------- | ----------------- | ------------------------------- | -------------- | ----- |
| 1.             | Chlape!           | Volný                           | Třešňák        |       |
| 2.             | Syn pluku         | Třešňák, Rychta, Volný, Panáček | Třešňák        |       |
| 3.             | Vabank            | Třešňák, Rychta, Volný, Panáček | Třešňák        |       |
| 4.             | 9. listopad A. D. | Třešňák, Rychta, Volný, Panáček | Třešňák        |       |
| 5.             | Krkla             | Třešňák, Rychta, Volný, Panáček | Třešňák        |       |
| 6.             | Poločas           | Třešňák                         | Třešňák        |       |
| 7.             | Němý suflér       | Třešňák, Rychta, Volný, Panáček | Třešňák        |       |
| 8.             | Skleróza          | Rychta                          | Třešňák        |       |
| 9.             | Memoár            | Třešňák, Rychta                 | Třešňák        |       |
| 10.            | Mr. Šperhák       | Třešňák, Rychta, Volný, Panáček | Třešňák        |       |
| 11.            | Detox             | Rychta                          | Třešňák        |       |
| 12.            | Lipicáni          | Třešňák, Rychta, Volný, Panáček | Třešňák        |       |
| 13.            | Veni, vidi, vici  | Třešňák                         | Třešňák        |       |
| 14.            | Cannabis          | Třešňák                         | Třešňák        |       |
| Celková délka: | Celková délka:    | Celková délka:                  | Celková délka: | 42:46 |

## Obsazení
Třešňák Band
- Vlastimil Třešňák – zpěv, kytara, harmonika
- Jaromír Panáček – elektrická kytara, akustická kytara
- Jan Volný – basová kytara, elektrická kytara
- Martin Rychta – bicí

Hosté
- Jan Štolba – tenorsaxofon (2, 4, 6, 9, 11, 12)
- Jaroslav Olin Nejezchleba – violoncello (8)